# WTA Tour 2018
Il WTA Tour 2018 è un insieme di tornei femminili di tennis organizzati dalla Women's Tennis Association (WTA). Include i tornei del Grande Slam (organizzati in collaborazione con la International Tennis Federation), i Tornei WTA Premier, i Tornei WTA International, la Fed Cup (organizzata dall'ITF), il WTA Elite Trophy e le WTA Finals.

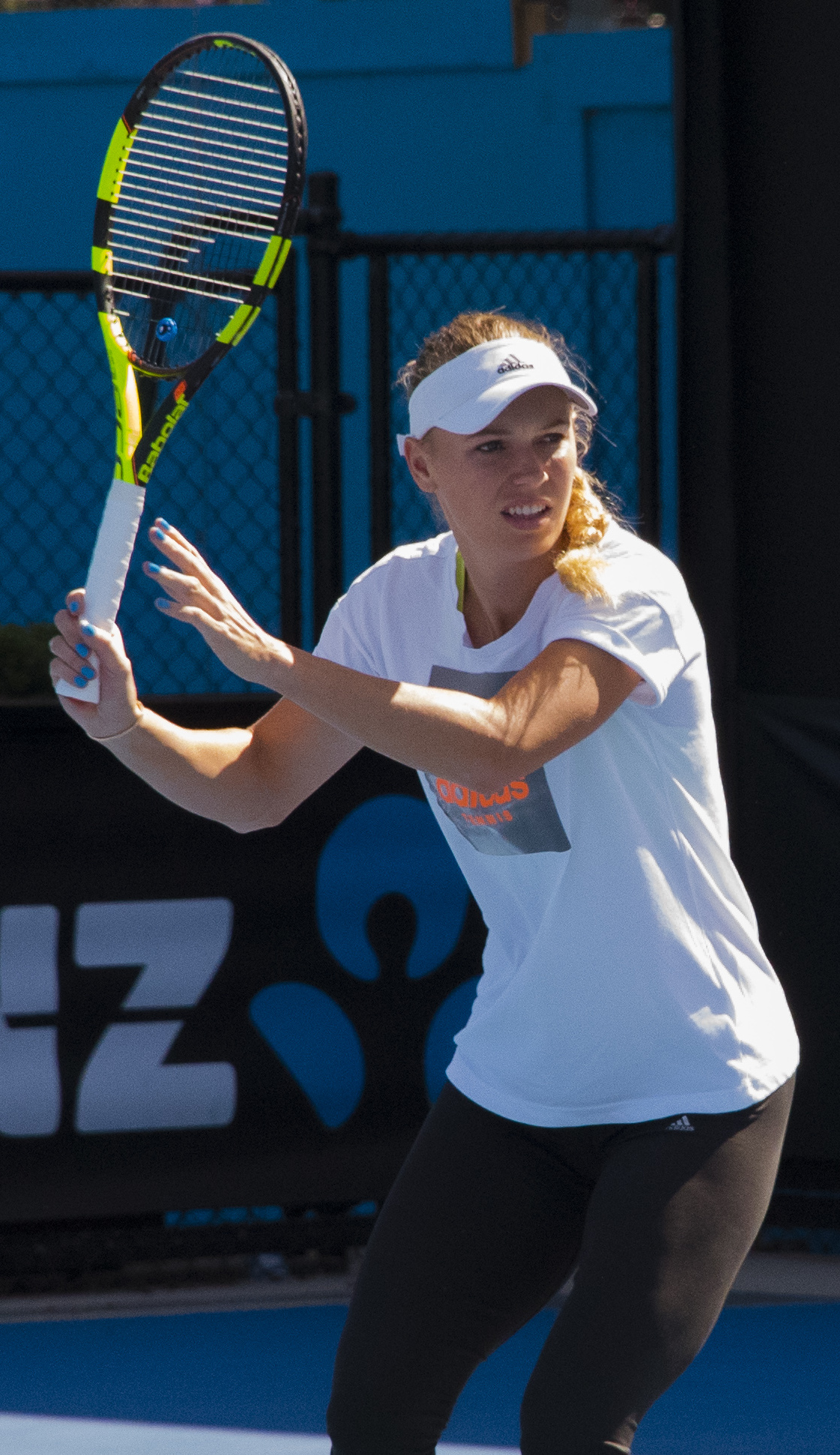
Caroline Wozniacki è la vincitrice dell'Australian Open.

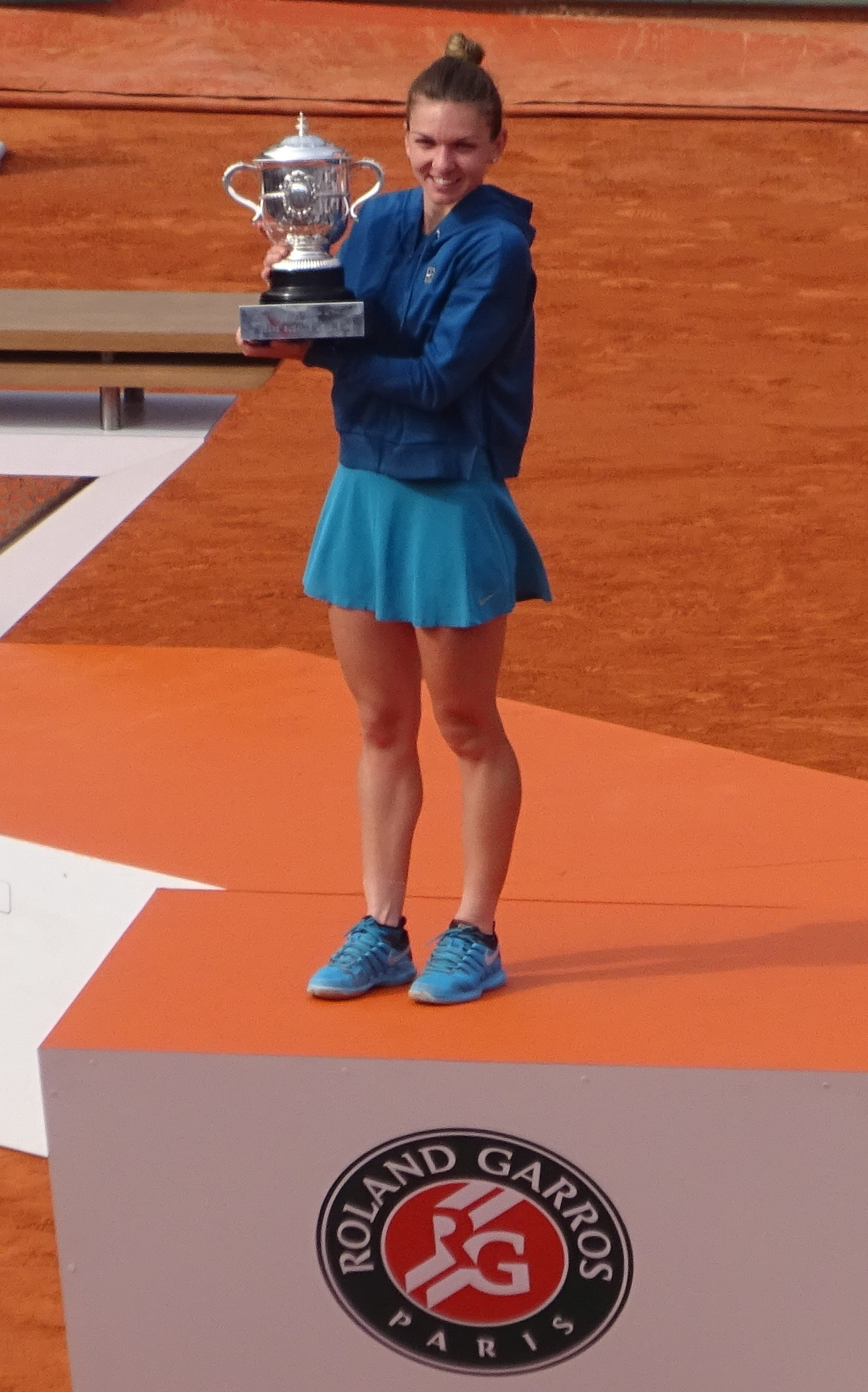
Simona Halep è la vincitrice dell'Open di Francia

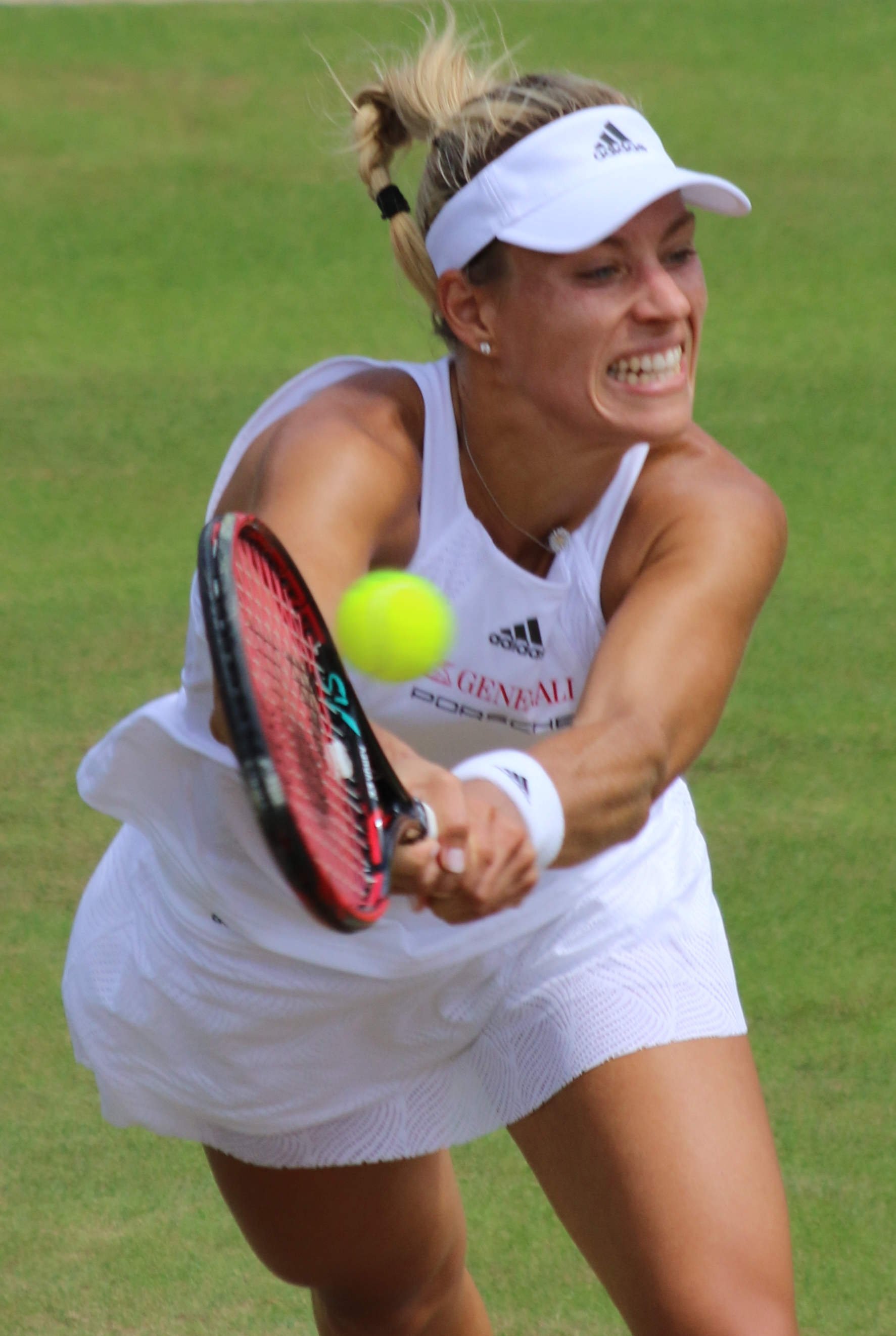
Angelique Kerber è la vincitrice del Torneo di Wimbledon

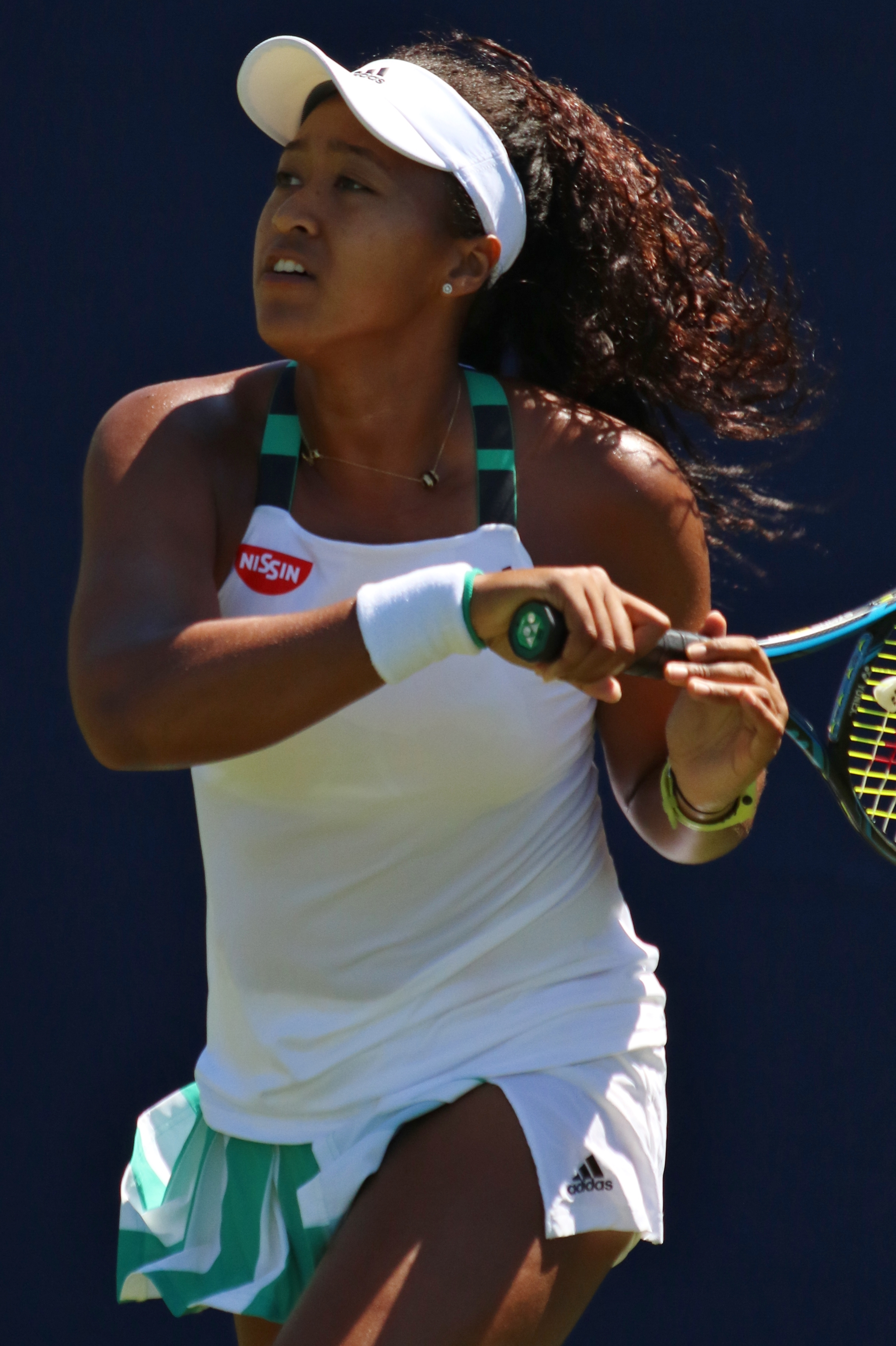
Naomi Ōsaka è la vincitrice degli US Open

## Calendario
Questo è il calendario completo degli eventi del 2018, con i risultati in progressione dai quarti di finale.
Legenda
| Grande Slam           |
| WTA Finals            |
| WTA Elite Trophy      |
| WTA Premier Mandatory |
| WTA Premier 5         |
| Olimpiade             |
| WTA Premier           |
| WTA International     |
| Torneo a squadre      |

### Gennaio
| Settimana             | Torneo | Campionesse                                      | Finaliste                                  | Semifinaliste                                  | Eliminate ai quarti                                                      |
| --------------------- | --- | ------------------------------------------------ | ------------------------------------------ | ---------------------------------------------- | ------------------------------------------------------------------------ |
| 1 gennaio             | Hopman Cup 2018 Perth, Australia Hopman Cup 1 000 000 $- Cemento - 8 teams (RR)                                                    | Svizzera 2–1                                     | Germania                                   | Round Robin (Gruppo A) Australia Belgio Canada | Round Robin (Gruppo B) Giappone Russia Stati Uniti                       |
| 1 gennaio             | Brisbane International 2018 Brisbane, Australia WTA Premier 1 000 000 $ - Cemento - 30S/32Q/16D Singolare - Doppio                 | Elina Svitolina 6–2, 6–1                         | Aljaksandra Sasnovič                       | Anastasija Sevastova Karolína Plíšková         | Aleksandra Krunić Alizé Cornet Johanna Konta Kaia Kanepi                 |
| 1 gennaio             | Brisbane International 2018 Brisbane, Australia WTA Premier 1 000 000 $ - Cemento - 30S/32Q/16D Singolare - Doppio                 | Kiki Bertens Demi Schuurs 7–5, 6–2               | Andreja Klepač María José Martínez Sánchez | Anastasija Sevastova Karolína Plíšková         | Aleksandra Krunić Alizé Cornet Johanna Konta Kaia Kanepi                 |
| 1 gennaio             | Shenzhen Open 2018 Shenzhen, Cina WTA International 750 000 $ - Cemento - 32S/16Q/16D Singolare - Doppio                           | Simona Halep 6–1, 2–6, 6–0                       | Kateřina Siniaková                         | Irina-Camelia Begu Marija Šarapova             | Aryna Sabalenka Tímea Babos Zarina Dijas Kristýna Plíšková               |
| 1 gennaio             | Shenzhen Open 2018 Shenzhen, Cina WTA International 750 000 $ - Cemento - 32S/16Q/16D Singolare - Doppio                           | Irina-Camelia Begu Simona Halep 1–6, 6–1, [10–8] | Barbora Krejčíková Kateřina Siniaková      | Irina-Camelia Begu Marija Šarapova             | Aryna Sabalenka Tímea Babos Zarina Dijas Kristýna Plíšková               |
| 1 gennaio             | ASB Classic 2018 Auckland, Nuova Zelanda WTA International 250 000 $ - Cemento - 32S/32Q/16D Singolare - Doppio                    | Julia Görges 6–4, 7–6(4)                         | Caroline Wozniacki                         | Sachia Vickery Hsieh Su-wei                    | Sofia Kenin Agnieszka Radwańska Barbora Strýcová Polona Hercog           |
| 1 gennaio             | ASB Classic 2018 Auckland, Nuova Zelanda WTA International 250 000 $ - Cemento - 32S/32Q/16D Singolare - Doppio                    | Sara Errani Bibiane Schoofs 7–5, 6–1             | Eri Hozumi Miyu Katō                       | Sachia Vickery Hsieh Su-wei                    | Sofia Kenin Agnieszka Radwańska Barbora Strýcová Polona Hercog           |
| 8 gennaio             | Sydney International 2018 Sydney, Australia WTA Premier 799 000 $ - Cemento - 30S/32Q/16D Singolare - Doppio                       | Angelique Kerber 6–4, 6–4                        | Ashleigh Barty                             | Daria Gavrilova Camila Giorgi                  | Garbiñe Muguruza Barbora Strýcová Agnieszka Radwańska Dominika Cibulková |
| 8 gennaio             | Sydney International 2018 Sydney, Australia WTA Premier 799 000 $ - Cemento - 30S/32Q/16D Singolare - Doppio                       | Gabriela Dabrowski Xu Yifan 6–3, 6–1             | Latisha Chan Andrea Sestini Hlaváčková     | Daria Gavrilova Camila Giorgi                  | Garbiñe Muguruza Barbora Strýcová Agnieszka Radwańska Dominika Cibulková |
| 8 gennaio             | Hobart International 2018 Hobart, Australia WTA International 250 000 $ - Cemento - 32S/32Q/16D Singolare - Doppio                 | Elise Mertens 6–1, 4–6, 6–3                      | Mihaela Buzărnescu                         | Lesja Curenko Heather Watson                   | Aryna Sabalenka Alison Riske Donna Vekić Monica Niculescu                |
| 8 gennaio             | Hobart International 2018 Hobart, Australia WTA International 250 000 $ - Cemento - 32S/32Q/16D Singolare - Doppio                 | Elise Mertens Demi Schuurs 6–2, 6–2              | Ljudmyla Kičenok Makoto Ninomiya           | Lesja Curenko Heather Watson                   | Aryna Sabalenka Alison Riske Donna Vekić Monica Niculescu                |
| 15 gennaio 22 gennaio | Australian Open 2018 Melbourne, Australia Grande Slam 14 835 728 A$ - Cemento - 128S/96Q/64D/32X Singolare - Doppio - Doppio misto | Caroline Wozniacki 7–6(2), 3–6, 6–4              | Simona Halep                               | Angelique Kerber Elise Mertens                 | Karolína Plíšková Madison Keys Elina Svitolina Carla Suárez Navarro      |
| 15 gennaio 22 gennaio | Australian Open 2018 Melbourne, Australia Grande Slam 14 835 728 A$ - Cemento - 128S/96Q/64D/32X Singolare - Doppio - Doppio misto | Tímea Babos Kristina Mladenovic 6–4, 6–3         | Elena Vesnina Ekaterina Makarova           | Angelique Kerber Elise Mertens                 | Karolína Plíšková Madison Keys Elina Svitolina Carla Suárez Navarro      |
| 15 gennaio 22 gennaio | Australian Open 2018 Melbourne, Australia Grande Slam 14 835 728 A$ - Cemento - 128S/96Q/64D/32X Singolare - Doppio - Doppio misto | Gabriela Dabrowski Mate Pavić 2–6, 6–4, [11–9]   | Tímea Babos Rohan Bopanna                  | Angelique Kerber Elise Mertens                 | Karolína Plíšková Madison Keys Elina Svitolina Carla Suárez Navarro      |
| 29 gennaio            | St. Petersburg Ladies Trophy 2018 San Pietroburgo, Russia WTA Premier 799 000 $ - Cemento - 28S/32Q/16D Singolare - Doppio         | Petra Kvitová 6–1, 6–2                           | Kristina Mladenovic                        | Dar'ja Kasatkina Julia Görges                  | Caroline Wozniacki Kateřina Siniaková Elena Rybakina Jeļena Ostapenko    |
| 29 gennaio            | St. Petersburg Ladies Trophy 2018 San Pietroburgo, Russia WTA Premier 799 000 $ - Cemento - 28S/32Q/16D Singolare - Doppio         | Timea Bacsinszky Vera Zvonarëva 2–6, 6–1, [10–3] | Alla Kudrjavceva Katarina Srebotnik        | Dar'ja Kasatkina Julia Görges                  | Caroline Wozniacki Kateřina Siniaková Elena Rybakina Jeļena Ostapenko    |
| 29 gennaio            | Taiwan Open 2018 Taipei, Taiwan WTA International 250 000 $ - Cemento - 32S/24Q/16D Singolare - Doppio                             | Tímea Babos 7–5, 6–1                             | Kateryna Kozlova                           | Wang Yafan Sabine Lisicki                      | Eugenie Bouchard Magda Linette Monica Niculescu Julija Putinceva         |
| 29 gennaio            | Taiwan Open 2018 Taipei, Taiwan WTA International 250 000 $ - Cemento - 32S/24Q/16D Singolare - Doppio                             | Duan Yingying Wang Yafan 7–6(4), 7–6(5)          | Nao Hibino Oksana Kalašnikova              | Wang Yafan Sabine Lisicki                      | Eugenie Bouchard Magda Linette Monica Niculescu Julija Putinceva         |

### Febbraio
| Settimana   | Torneo | Campionesse                                                                      | Finaliste                                                         | Semifinaliste                     | Eliminate ai quarti                                                  |
| ----------- | --- | -------------------------------------------------------------------------------- | ----------------------------------------------------------------- | --------------------------------- | -------------------------------------------------------------------- |
| 5 febbraio  | Fed Cup 2018 Quarti di finale Minsk, Bielorussia - cemento (i) Praga, Repubblica Ceca - cemento (i) La Roche-sur-Yon, Francia - cemento (i) Asheville, Stati Uniti - cemento (i) | Vincenti quarti di finale Germania 3–2 Rep. Ceca 3–1 Francia 3–2 Stati Uniti 3–1 | Perdenti quarti di finale Bielorussia Svizzera Belgio Paesi Bassi |                                   |                                                                      |
| 12 febbraio | Qatar Total Open 2018 Doha, Qatar WTA Premier 5 2 666 000 $ - Cemento - 56S/32Q/28D Singolare - Doppio                                                                           | Petra Kvitová 3–6, 6–3, 6–4                                                      | Garbiñe Muguruza                                                  | Caroline Wozniacki Simona Halep   | Angelique Kerber Julia Görges Caroline Garcia Catherine Bellis       |
| 12 febbraio | Qatar Total Open 2018 Doha, Qatar WTA Premier 5 2 666 000 $ - Cemento - 56S/32Q/28D Singolare - Doppio                                                                           | Gabriela Dabrowski Jeļena Ostapenko 6–3, 6–3                                     | Andreja Klepač María José Martínez Sánchez                        | Caroline Wozniacki Simona Halep   | Angelique Kerber Julia Görges Caroline Garcia Catherine Bellis       |
| 19 febbraio | Dubai Tennis Championships 2018 Dubai, Emirati Arabi WTA Premier 2 000 000 $ - Cemento - 28S/32Q/16D Singolare - Doppio                                                          | Elina Svitolina 6–4, 6–0                                                         | Dar'ja Kasatkina                                                  | Angelique Kerber Garbiñe Muguruza | Naomi Ōsaka Karolína Plíšková Elena Vesnina Caroline Garcia          |
| 19 febbraio | Dubai Tennis Championships 2018 Dubai, Emirati Arabi WTA Premier 2 000 000 $ - Cemento - 28S/32Q/16D Singolare - Doppio                                                          | Chan Hao-ching Yang Zhaoxuan 4–6, 6–2, [10–6]                                    | Hsieh Su-wei Peng Shuai                                           | Angelique Kerber Garbiñe Muguruza | Naomi Ōsaka Karolína Plíšková Elena Vesnina Caroline Garcia          |
| 19 febbraio | Hungarian Ladies Open 2018 Budapest, Ungheria WTA International 250 000 $ - Cemento indoor - 32S/24Q/16D Singolare - Doppio                                                      | Alison Van Uytvanck 6–3, 3–6, 7–5                                                | Dominika Cibulková                                                | Mona Barthel Viktória Kužmová     | Johanna Larsson Ysaline Bonaventure Petra Martić Zhang Shuai         |
| 19 febbraio | Hungarian Ladies Open 2018 Budapest, Ungheria WTA International 250 000 $ - Cemento indoor - 32S/24Q/16D Singolare - Doppio                                                      | Georgina García Pérez Fanny Stollár 4–6, 6–4, [10–3]                             | Kirsten Flipkens Johanna Larsson                                  | Mona Barthel Viktória Kužmová     | Johanna Larsson Ysaline Bonaventure Petra Martić Zhang Shuai         |
| 26 febbraio | Abierto Mexicano de Tenis 2018 Acapulco, Messico WTA International 250 000 $ - Cemento - 32S/24Q/16D Singolare - Doppio                                                          | Lesja Curenko 5–7, 7–6(2), 6–2                                                   | Stefanie Vögele                                                   | Rebecca Peterson Daria Gavrilova  | Sloane Stephens Zhang Shuai Verónica Cepede Royg Kristina Mladenovic |
| 26 febbraio | Abierto Mexicano de Tenis 2018 Acapulco, Messico WTA International 250 000 $ - Cemento - 32S/24Q/16D Singolare - Doppio                                                          | Tatjana Maria Heather Watson 7–5, 2–6, [10–2]                                    | Kaitlyn Christian Sabrina Santamaria                              | Rebecca Peterson Daria Gavrilova  | Sloane Stephens Zhang Shuai Verónica Cepede Royg Kristina Mladenovic |

### Marzo
| Settimana         | Torneo | Campionesse                             | Finaliste                             | Semifinaliste                       | Eliminate ai quarti                                                  |
| ----------------- | --- | --------------------------------------- | ------------------------------------- | ----------------------------------- | -------------------------------------------------------------------- |
| 5 marzo 12 marzo  | BNP Paribas Open 2018 Indian Wells, Stati Uniti WTA Premier Mandatory 7 972 535 $ - Cemento - 96S/48Q/32D Singolare - Doppio | Naomi Ōsaka 6–3, 6–2                    | Dar'ja Kasatkina                      | Simona Halep Venus Williams         | Petra Martić Karolína Plíšková Carla Suárez Navarro Angelique Kerber |
| 5 marzo 12 marzo  | BNP Paribas Open 2018 Indian Wells, Stati Uniti WTA Premier Mandatory 7 972 535 $ - Cemento - 96S/48Q/32D Singolare - Doppio | Hsieh Su-wei Barbora Strýcová 6–4, 6–4  | Ekaterina Makarova Elena Vesnina      | Simona Halep Venus Williams         | Petra Martić Karolína Plíšková Carla Suárez Navarro Angelique Kerber |
| 19 marzo 26 marzo | Miami Open 2018 Miami, Stati Uniti WTA Premier Mandatory 8 648 508 $ - Cemento - 96S/48Q/32D Singolare - Doppio              | Sloane Stephens 7–6(5), 6–1             | Jeļena Ostapenko                      | Viktoryja Azaranka Danielle Collins | Karolína Plíšková Angelique Kerber Elina Svitolina Venus Williams    |
| 19 marzo 26 marzo | Miami Open 2018 Miami, Stati Uniti WTA Premier Mandatory 8 648 508 $ - Cemento - 96S/48Q/32D Singolare - Doppio              | Ashleigh Barty Coco Vandeweghe 6–2, 6–1 | Barbora Krejčíková Kateřina Siniaková | Viktoryja Azaranka Danielle Collins | Karolína Plíšková Angelique Kerber Elina Svitolina Venus Williams    |

### Aprile
| Settimana | Torneo | Campionesse                                          | Finaliste                                  | Semifinaliste                     | Eliminate ai quarti                                                    |
| --------- | --- | ---------------------------------------------------- | ------------------------------------------ | --------------------------------- | ---------------------------------------------------------------------- |
| 3 aprile  | Volvo Car Open 2018 Charleston, Stati Uniti WTA Premier 800 000 $ - Terra verde - 56S/32Q/16D Singolare - Doppio                        | Kiki Bertens 6–2, 6–1                                | Julia Görges                               | Madison Keys Anastasija Sevastova | Alizé Cornet Bernarda Pera Dar'ja Kasatkina Kristýna Plíšková          |
| 3 aprile  | Volvo Car Open 2018 Charleston, Stati Uniti WTA Premier 800 000 $ - Terra verde - 56S/32Q/16D Singolare - Doppio                        | Alla Kudrjavceva Katarina Srebotnik 6–3, 6–3         | Andreja Klepač María José Martínez Sánchez | Madison Keys Anastasija Sevastova | Alizé Cornet Bernarda Pera Dar'ja Kasatkina Kristýna Plíšková          |
| 3 aprile  | Monterrey Open 2018 Monterrey, Messico WTA International 250 000 $ - Cemento - 32S/32Q/16D Singolare - Doppio                           | Garbiñe Muguruza 3–6, 6–4, 6–3                       | Tímea Babos                                | Ana Bogdan Sachia Vickery         | Ajla Tomljanović Danielle Collins Mónica Puig Magdaléna Rybáriková     |
| 3 aprile  | Monterrey Open 2018 Monterrey, Messico WTA International 250 000 $ - Cemento - 32S/32Q/16D Singolare - Doppio                           | Naomi Broady Sara Sorribes Tormo 3–6, 6–4, [10–8]    | Desirae Krawczyk Giuliana Olmos            | Ana Bogdan Sachia Vickery         | Ajla Tomljanović Danielle Collins Mónica Puig Magdaléna Rybáriková     |
| 9 aprile  | Ladies Open Lugano 2018 Lugano, Svizzera WTA International 250 000 $ - Terra rossa - 32S/32Q/16D Singolare - Doppio                     | Elise Mertens 7–5, 6–2                               | Aryna Sabalenka                            | Stefanie Vögele Vera Lapko        | Tamara Korpatsch Camila Giorgi Kirsten Flipkens Mona Barthel           |
| 9 aprile  | Ladies Open Lugano 2018 Lugano, Svizzera WTA International 250 000 $ - Terra rossa - 32S/32Q/16D Singolare - Doppio                     | Kirsten Flipkens Elise Mertens 6–1, 6–3              | Vera Lapko Aryna Sabalenka                 | Stefanie Vögele Vera Lapko        | Tamara Korpatsch Camila Giorgi Kirsten Flipkens Mona Barthel           |
| 9 aprile  | Claro Open Colsanitas 2018 Bogotà, Colombia WTA International 250 000 $ - Terra rossa - 32S/24Q/16D Singolare - Doppio                  | Anna Karolína Schmiedlová 6–2, 6–4                   | Lara Arruabarrena                          | Ana Bogdan Dalila Jakupovič       | Daniela Seguel Emiliana Arango Johanna Larsson Magda Linette           |
| 9 aprile  | Claro Open Colsanitas 2018 Bogotà, Colombia WTA International 250 000 $ - Terra rossa - 32S/24Q/16D Singolare - Doppio                  | Dalila Jakupovič Irina Chromačëva 6–3, 6–4           | Mariana Duque Mariño Nadia Podoroska       | Ana Bogdan Dalila Jakupovič       | Daniela Seguel Emiliana Arango Johanna Larsson Magda Linette           |
| 16 aprile | Fed Cup 2018 Semifinali Stoccarda, Germania - Terra rossa (i) Aix-en-Provence, Francia - Terra rossa (i)                                | Vincenti Semifinali Rep. Ceca 4–1 Stati Uniti 3–2    | Perdenti Semifinali Germania Francia       |                                   |                                                                        |
| 23 aprile | Porsche Tennis Grand Prix 2018 Stoccarda, Germania WTA Premier 816 000 $ - Terra rossa indoor - 28S/32Q/16D Singolare - Doppio          | Karolína Plíšková 7–6(2), 6–4                        | Coco Vandeweghe                            | Caroline Garcia Anett Kontaveit   | Simona Halep Elina Svitolina Jeļena Ostapenko Anastasija Pavljučenkova |
| 23 aprile | Porsche Tennis Grand Prix 2018 Stoccarda, Germania WTA Premier 816 000 $ - Terra rossa indoor - 28S/32Q/16D Singolare - Doppio          | Raquel Atawo Anna-Lena Grönefeld 6–4, 6(5)–7, [10–5] | Nicole Melichar Květa Peschke              | Caroline Garcia Anett Kontaveit   | Simona Halep Elina Svitolina Jeļena Ostapenko Anastasija Pavljučenkova |
| 23 aprile | Istanbul Cup 2018 Istanbul, Turchia WTA International 250 000 $ - Terra rossa - 32S/24Q/16D Singolare - Doppio                          | Pauline Parmentier 6–4, 3–6, 6–3                     | Polona Hercog                              | Irina-Camelia Begu Maria Sakkarī  | Caroline Wozniacki Donna Vekić Arantxa Rus Svetlana Kuznecova          |
| 23 aprile | Istanbul Cup 2018 Istanbul, Turchia WTA International 250 000 $ - Terra rossa - 32S/24Q/16D Singolare - Doppio                          | Liang Chen Zhang Shuai 6–4, 6–4                      | Xenia Knoll Anna Smith                     | Irina-Camelia Begu Maria Sakkarī  | Caroline Wozniacki Donna Vekić Arantxa Rus Svetlana Kuznecova          |
| 30 aprile | J&T Banka Prague Open 2018 Praga, Repubblica Ceca WTA International 250 000 $ - Terra rossa - 32S/32Q/16D Singolare - Doppio            | Petra Kvitová 4–6, 6–2, 6–3                          | Mihaela Buzărnescu                         | Camila Giorgi Zhang Shuai         | Kristýna Plíšková Samantha Stosur Jasmine Paolini Kateřina Siniaková   |
| 30 aprile | J&T Banka Prague Open 2018 Praga, Repubblica Ceca WTA International 250 000 $ - Terra rossa - 32S/32Q/16D Singolare - Doppio            | Nicole Melichar Květa Peschke 6–4, 6–2               | Mihaela Buzărnescu Lidzija Marozava        | Camila Giorgi Zhang Shuai         | Kristýna Plíšková Samantha Stosur Jasmine Paolini Kateřina Siniaková   |
| 30 aprile | Grand Prix SAR La Princesse Lalla Meryem 2018 Rabat, Marocco WTA International 250 000 $ - Terra rossa - 32S/32Q/16D Singolare - Doppio | Elise Mertens 6–2, 7–6(4)                            | Ajla Tomljanović                           | Hsieh Su-wei Aleksandra Krunić    | Sara Errani Katarina Zavac'ka Jana Fett Paula Badosa Gibert            |
| 30 aprile | Grand Prix SAR La Princesse Lalla Meryem 2018 Rabat, Marocco WTA International 250 000 $ - Terra rossa - 32S/32Q/16D Singolare - Doppio | Anna Blinkova Raluca Olaru 6–4, 6–4                  | Georgina García Pérez Fanny Stollár        | Hsieh Su-wei Aleksandra Krunić    | Sara Errani Katarina Zavac'ka Jana Fett Paula Badosa Gibert            |

### Maggio
| Settimana          | Torneo | Campionesse                                       | Finaliste                                  | Semifinaliste                       | Eliminate ai quarti                                                  |
| ------------------ | --- | ------------------------------------------------- | ------------------------------------------ | ----------------------------------- | -------------------------------------------------------------------- |
| 7 maggio           | Mutua Madrid Open 2018 Madrid, Spagna WTA Premier Mandatory 6 685 828 € - Terra rossa - 64S/32Q/28D Singolare - Doppio           | Petra Kvitová 7–6(6), 4–6, 6–3                    | Kiki Bertens                               | Karolína Plíšková Caroline Garcia   | Simona Halep Dar'ja Kasatkina Carla Suárez Navarro Marija Šarapova   |
| 7 maggio           | Mutua Madrid Open 2018 Madrid, Spagna WTA Premier Mandatory 6 685 828 € - Terra rossa - 64S/32Q/28D Singolare - Doppio           | Ekaterina Makarova Elena Vesnina 2–6, 6–4, [10–8] | Tímea Babos Kristina Mladenovic            | Karolína Plíšková Caroline Garcia   | Simona Halep Dar'ja Kasatkina Carla Suárez Navarro Marija Šarapova   |
| 14 maggio          | Internazionali d'Italia 2018 Roma, Italia WTA Premier 5 3 351 720 $ - Terra rossa - 56S/32Q/28D Singolare - Doppio               | Elina Svitolina 6-0, 6-4                          | Simona Halep                               | Marija Šarapova Anett Kontaveit     | Jeļena Ostapenko Caroline Wozniacki Caroline Garcia Angelique Kerber |
| 14 maggio          | Internazionali d'Italia 2018 Roma, Italia WTA Premier 5 3 351 720 $ - Terra rossa - 56S/32Q/28D Singolare - Doppio               | Ashleigh Barty Demi Schuurs 6–3, 6–4              | Barbora Strýcová Andrea Sestini Hlaváčková | Marija Šarapova Anett Kontaveit     | Jeļena Ostapenko Caroline Wozniacki Caroline Garcia Angelique Kerber |
| 21 maggio          | Nürnberger Versicherungscup 2018 Norimberga, Germania WTA International 250 000 $ - Terra rossa - 32S/24Q/16D Singolare - Doppio | Johanna Larsson 7–6(4), 6–4                       | Alison Riske                               | Kirsten Flipkens Kateřina Siniaková | Sorana Cîrstea Kiki Bertens Fanny Stollár Kristýna Plíšková          |
| 21 maggio          | Nürnberger Versicherungscup 2018 Norimberga, Germania WTA International 250 000 $ - Terra rossa - 32S/24Q/16D Singolare - Doppio | Demi Schuurs Katarina Srebotnik 3–6, 6–3, [10–7]  | Kirsten Flipkens Johanna Larsson           | Kirsten Flipkens Kateřina Siniaková | Sorana Cîrstea Kiki Bertens Fanny Stollár Kristýna Plíšková          |
| 21 maggio          | Internationaux de Strasbourg 2018 Strasburgo, Francia WTA International 250 000 $ - Terra rossa - 32S/24Q/16D Singolare - Doppio | Anastasija Pavljučenkova 6(5)–7, 7–6(3), 7–6(6)   | Dominika Cibulková                         | Ashleigh Barty Mihaela Buzărnescu   | Wang Qiang Zarina Dijas Hsieh Su-wei Samantha Stosur                 |
| 21 maggio          | Internationaux de Strasbourg 2018 Strasburgo, Francia WTA International 250 000 $ - Terra rossa - 32S/24Q/16D Singolare - Doppio | Mihaela Buzărnescu Ioana Raluca Olaru 7–5, 7–5    | Nadežda Kičenok Anastasija Rodionova       | Ashleigh Barty Mihaela Buzărnescu   | Wang Qiang Zarina Dijas Hsieh Su-wei Samantha Stosur                 |
| 28 maggio 4 giugno | Open di Francia 2018 Parigi, Francia Grande Slam 14 712 000 $ - Terra rossa 128S/96Q/64D/32X Singolare - Doppio - Doppio misto   | Simona Halep 3–6, 6–4, 6–1                        | Sloane Stephens                            | Garbiñe Muguruza Madison Keys       | Angelique Kerber Marija Šarapova Julija Putinceva Dar'ja Kasatkina   |
| 28 maggio 4 giugno | Open di Francia 2018 Parigi, Francia Grande Slam 14 712 000 $ - Terra rossa 128S/96Q/64D/32X Singolare - Doppio - Doppio misto   | Barbora Krejčíková Kateřina Siniaková 6–3, 6–3    | Eri Hozumi Makoto Ninomiya                 | Garbiñe Muguruza Madison Keys       | Angelique Kerber Marija Šarapova Julija Putinceva Dar'ja Kasatkina   |
| 28 maggio 4 giugno | Open di Francia 2018 Parigi, Francia Grande Slam 14 712 000 $ - Terra rossa 128S/96Q/64D/32X Singolare - Doppio - Doppio misto   | Latisha Chan Ivan Dodig 6–1, 6(5)–7, [10–8]       | Gabriela Dabrowski Mate Pavić              | Garbiñe Muguruza Madison Keys       | Angelique Kerber Marija Šarapova Julija Putinceva Dar'ja Kasatkina   |

### Giugno
| Settimana | Torneo | Campionesse                                                 | Finaliste                             | Semifinaliste                        | Eliminate ai quarti                                                |
| --------- | --- | ----------------------------------------------------------- | ------------------------------------- | ------------------------------------ | ------------------------------------------------------------------ |
| 11 giugno | Nature Valley Open 2018 Nottingham, Gran Bretagna WTA International 250 000 $ - Erba - 32S/24Q/16D Singolare - Doppio    | Ashleigh Barty 6–3, 3–6, 6–4                                | Johanna Konta                         | Naomi Ōsaka Donna Vekić              | Katie Boulter Mihaela Buzărnescu Dalila Jakupovič Mona Barthel     |
| 11 giugno | Nature Valley Open 2018 Nottingham, Gran Bretagna WTA International 250 000 $ - Erba - 32S/24Q/16D Singolare - Doppio    | Alicja Rosolska Abigail Spears 6–3, 7–6(5)                  | Mihaela Buzărnescu Heather Watson     | Naomi Ōsaka Donna Vekić              | Katie Boulter Mihaela Buzărnescu Dalila Jakupovič Mona Barthel     |
| 11 giugno | Libéma Open 2018 's-Hertogenbosch, Paesi Bassi WTA International 250 000 $ - Erba - 32S/24Q/16D Singolare - Doppio       | Aleksandra Krunić 6(0)–7, 7–5, 6–1                          | Kirsten Flipkens                      | Coco Vandeweghe Viktória Kužmová     | Alison Riske Veronika Kudermetova Aryna Sabalenka Antonia Lottner  |
| 11 giugno | Libéma Open 2018 's-Hertogenbosch, Paesi Bassi WTA International 250 000 $ - Erba - 32S/24Q/16D Singolare - Doppio       | Elise Mertens Demi Schuurs 3–3, rit.                        | Kiki Bertens Kirsten Flipkens         | Coco Vandeweghe Viktória Kužmová     | Alison Riske Veronika Kudermetova Aryna Sabalenka Antonia Lottner  |
| 18 giugno | Nature Valley Classic 2018 Birmingham, Gran Bretagna WTA Premier 936 128 $ - Erba - 32S/32Q/16D Singolare - Doppio       | Petra Kvitová 4–6, 6–1, 6–2                                 | Magdaléna Rybáriková                  | Barbora Strýcová Mihaela Buzărnescu  | Lesja Curenko Dalila Jakupovič Julia Görges Elina Svitolina        |
| 18 giugno | Nature Valley Classic 2018 Birmingham, Gran Bretagna WTA Premier 936 128 $ - Erba - 32S/32Q/16D Singolare - Doppio       | Tímea Babos Kristina Mladenovic 4–6, 6–3, [10–8]            | Elise Mertens Demi Schuurs            | Barbora Strýcová Mihaela Buzărnescu  | Lesja Curenko Dalila Jakupovič Julia Görges Elina Svitolina        |
| 18 giugno | Mallorca Open 2018 Maiorca, Spagna WTA International 250 000 $ - Erba - 32S/24Q/16D Singolare - Doppio                   | Tatjana Maria 6–4, 7–5                                      | Anastasija Sevastova                  | Sofia Kenin Samantha Stosur          | Caroline Garcia Lucie Šafářová Ajla Tomljanović Alison Riske       |
| 18 giugno | Mallorca Open 2018 Maiorca, Spagna WTA International 250 000 $ - Erba - 32S/24Q/16D Singolare - Doppio                   | Andreja Klepač María José Martínez Sánchez 6–1, 3–6, [10–3] | Lucie Šafářová Barbora Štefková       | Sofia Kenin Samantha Stosur          | Caroline Garcia Lucie Šafářová Ajla Tomljanović Alison Riske       |
| 25 giugno | Nature Valley International 2018 Eastbourne, Gran Bretagna WTA Premier 917 664 $ - Erba - 48S/24Q/16D Singolare - Doppio | Caroline Wozniacki 7–5, 7–6(5)                              | Aryna Sabalenka                       | Angelique Kerber Agnieszka Radwańska | Ashleigh Barty Dar'ja Kasatkina Jeļena Ostapenko Karolína Plíšková |
| 25 giugno | Nature Valley International 2018 Eastbourne, Gran Bretagna WTA Premier 917 664 $ - Erba - 48S/24Q/16D Singolare - Doppio | Gabriela Dabrowski Xu Yifan 6–3, 7–5                        | Irina-Camelia Begu Mihaela Buzărnescu | Angelique Kerber Agnieszka Radwańska | Ashleigh Barty Dar'ja Kasatkina Jeļena Ostapenko Karolína Plíšková |

### Luglio
| Settimana         | Torneo | Campionesse                                         | Finaliste                           | Semifinaliste                        | Eliminate ai quarti                                                      |
| ----------------- | --- | --------------------------------------------------- | ----------------------------------- | ------------------------------------ | ------------------------------------------------------------------------ |
| 2 luglio 9 luglio | Torneo di Wimbledon 2018 Londra, Gran Bretagna Grande Slam 34 000 000£ - Erba - 128S/128Q/64D/16Q/48X Singolare - Doppio - Doppio misto | Angelique Kerber 6-3, 6-3                           | Serena Williams                     | Jeļena Ostapenko Julia Görges        | Dominika Cibulková Dar'ja Kasatkina Kiki Bertens Camila Giorgi           |
| 2 luglio 9 luglio | Torneo di Wimbledon 2018 Londra, Gran Bretagna Grande Slam 34 000 000£ - Erba - 128S/128Q/64D/16Q/48X Singolare - Doppio - Doppio misto | Barbora Krejčíková Kateřina Siniaková 6-4, 4-6, 6-0 | Nicole Melichar Květa Peschke       | Jeļena Ostapenko Julia Görges        | Dominika Cibulková Dar'ja Kasatkina Kiki Bertens Camila Giorgi           |
| 2 luglio 9 luglio | Torneo di Wimbledon 2018 Londra, Gran Bretagna Grande Slam 34 000 000£ - Erba - 128S/128Q/64D/16Q/48X Singolare - Doppio - Doppio misto | Alexander Peya Nicole Melichar 7–6(1), 6–3          | Jamie Murray Viktoryja Azaranka     | Jeļena Ostapenko Julia Görges        | Dominika Cibulková Dar'ja Kasatkina Kiki Bertens Camila Giorgi           |
| 16 luglio         | BRD Bucarest Open 2018 Bucarest, Romania WTA International 250 000 $ - Terra rossa - 32S/32Q/16D Singolare - Doppio                     | Anastasija Sevastova 7–6(4), 6-2                    | Petra Martić                        | Polona Hercog Mihaela Buzărnescu     | Sorana Cîrstea Ons Jabeur Laura Siegemund Wang Yafan                     |
| 16 luglio         | BRD Bucarest Open 2018 Bucarest, Romania WTA International 250 000 $ - Terra rossa - 32S/32Q/16D Singolare - Doppio                     | Irina-Camelia Begu Andreea Mitu 6-3, 6-4            | Danka Kovinić Maryna Zanevs'ka      | Polona Hercog Mihaela Buzărnescu     | Sorana Cîrstea Ons Jabeur Laura Siegemund Wang Yafan                     |
| 16 luglio         | Ladies Championship Gstaad 2018 Gstaad, Svizzera WTA International 250 000 $ - Terra rossa - 32S/24Q/16D Singolare - Doppio             | Alizé Cornet 6-4, 7–6(6)                            | Mandy Minella                       | Eugenie Bouchard Markéta Vondroušová | Samantha Stosur Veronika Kudermetova Evgenija Rodina Sara Sorribes Tormo |
| 16 luglio         | Ladies Championship Gstaad 2018 Gstaad, Svizzera WTA International 250 000 $ - Terra rossa - 32S/24Q/16D Singolare - Doppio             | Alexa Guarachi Desirae Krawczyk 4-6, 6-4, [10-6]    | Lara Arruabarrena Timea Bacsinszky  | Eugenie Bouchard Markéta Vondroušová | Samantha Stosur Veronika Kudermetova Evgenija Rodina Sara Sorribes Tormo |
| 23 luglio         | Moscow River Cup 2018 Mosca, Russia WTA International 750 000 $ - Terra rossa - 32S/24Q/16D Singolare - Doppio                          | Olga Danilović 7-5, 6(1)-7, 6-4                     | Anastasija Potapova                 | Aljaksandra Sasnovič Tamara Zidanšek | Julia Görges Anastasija Sevastova Valentina Ivachnenko Laura Siegemund   |
| 23 luglio         | Moscow River Cup 2018 Mosca, Russia WTA International 750 000 $ - Terra rossa - 32S/24Q/16D Singolare - Doppio                          | Anastasija Potapova Vera Zvonarëva 6-0, 6-3         | Aleksandra Panova Galina Voskoboeva | Aljaksandra Sasnovič Tamara Zidanšek | Julia Görges Anastasija Sevastova Valentina Ivachnenko Laura Siegemund   |
| 23 luglio         | Jiangxi International Women's Tennis Open 2018 Nanchang, Cina WTA International 250 000 $ - Cemento - 32S/24Q/16D Singolare - Doppio    | Wang Qiang 7-5, 4-0 rit.                            | Zheng Saisai                        | Zhu Lin Magda Linette                | Zhang Shuai Xun Fangying Liang En-shuo Liu Fangzhou                      |
| 23 luglio         | Jiangxi International Women's Tennis Open 2018 Nanchang, Cina WTA International 250 000 $ - Cemento - 32S/24Q/16D Singolare - Doppio    | Jiang Xinyu Tang Qianhui 6-4, 6-4                   | Lu Jingjing You Xiaodi              | Zhu Lin Magda Linette                | Zhang Shuai Xun Fangying Liang En-shuo Liu Fangzhou                      |
| 30 luglio         | Mubadala Silicon Valley Classic 2018 San Jose, Stati Uniti WTA Premier 799 000 $ - Cemento - 28S/16Q/16D Singolare - Doppio             | Mihaela Buzărnescu 6-1, 6-0                         | Maria Sakkarī                       | Danielle Collins Elise Mertens       | Viktoryja Azaranka Venus Williams Johanna Konta Ajla Tomljanović         |
| 30 luglio         | Mubadala Silicon Valley Classic 2018 San Jose, Stati Uniti WTA Premier 799 000 $ - Cemento - 28S/16Q/16D Singolare - Doppio             | Latisha Chan Květa Peschke 6-4, 6-1                 | Ljudmyla Kičenok Nadija Kičenok     | Danielle Collins Elise Mertens       | Viktoryja Azaranka Venus Williams Johanna Konta Ajla Tomljanović         |
| 30 luglio         | Citi Open 2018 Washington, Stati Uniti WTA International 250 000 $ - Cemento - 32S/16Q/16D Singolare - Doppio                           | Svetlana Kuznecova 4-6, 7–6(7), 6-2                 | Donna Vekić                         | Zheng Saisai Andrea Petković         | Allie Kiick Magda Linette Julija Putinceva Belinda Bencic                |
| 30 luglio         | Citi Open 2018 Washington, Stati Uniti WTA International 250 000 $ - Cemento - 32S/16Q/16D Singolare - Doppio                           | Han Xinyun Darija Jurak 6-3, 6-2                    | Alexa Guarachi Erin Routliffe       | Zheng Saisai Andrea Petković         | Allie Kiick Magda Linette Julija Putinceva Belinda Bencic                |

### Agosto
| Settimana             | Torneo | Campionesse                                                    | Finaliste                       | Semifinaliste                     | Eliminate ai quarti                                                       |
| --------------------- | --- | -------------------------------------------------------------- | ------------------------------- | --------------------------------- | ------------------------------------------------------------------------- |
| 6 agosto              | Canadian Open 2018 Montréal, Canada WTA Premier 5 2 820 000 $ - Cemento - 56S/48Q/28D Singolare - Doppio                 | Simona Halep 7–6(6), 3-6, 6-4                                  | Sloane Stephens                 | Ashleigh Barty Elina Svitolina    | Caroline Garcia Kiki Bertens Anastasija Sevastova Elise Mertens           |
| 6 agosto              | Canadian Open 2018 Montréal, Canada WTA Premier 5 2 820 000 $ - Cemento - 56S/48Q/28D Singolare - Doppio                 | Ashleigh Barty Demi Schuurs 4-6, 6-3, [10-8]                   | Latisha Chan Ekaterina Makarova | Ashleigh Barty Elina Svitolina    | Caroline Garcia Kiki Bertens Anastasija Sevastova Elise Mertens           |
| 13 agosto             | Cincinnati Open 2018 Cincinnati, Stati Uniti WTA Premier 5 2 874 299 $ - Cemento - 56S/48Q/28D Singolare - Doppio        | Kiki Bertens 2-6, 7–6(6), 6-2                                  | Simona Halep                    | Aryna Sabalenka Petra Kvitová     | Lesja Curenko Madison Keys Elise Mertens Elina Svitolina                  |
| 13 agosto             | Cincinnati Open 2018 Cincinnati, Stati Uniti WTA Premier 5 2 874 299 $ - Cemento - 56S/48Q/28D Singolare - Doppio        | Lucie Hradecká Ekaterina Makarova 6-2, 7-5                     | Elise Mertens Demi Schuurs      | Aryna Sabalenka Petra Kvitová     | Lesja Curenko Madison Keys Elise Mertens Elina Svitolina                  |
| 20 agosto             | Connecticut Open 2018 New Haven, Stati Uniti WTA Premier 799 000 $ - Cemento - 30S/48Q/16D Singolare - Doppio            | Aryna Sabalenka 6-1, 6-4                                       | Carla Suárez Navarro            | Julia Görges Mónica Puig          | Belinda Bencic Ekaterina Makarova Petra Kvitová Caroline Garcia           |
| 20 agosto             | Connecticut Open 2018 New Haven, Stati Uniti WTA Premier 799 000 $ - Cemento - 30S/48Q/16D Singolare - Doppio            | Andrea Sestini Hlaváčková Barbora Strýcová 6-4, 6(7)–7, [10-4] | Hsieh Su-wei Laura Siegemund    | Julia Görges Mónica Puig          | Belinda Bencic Ekaterina Makarova Petra Kvitová Caroline Garcia           |
| 27 agosto 3 settembre | US Open 2018 New York, Stati Uniti Grand Slam 25 282 920 $ - Cemento 128S/128Q/64D/32X Singolare - Doppio - Doppio misto | Naomi Ōsaka 6-2, 6-4                                           | Serena Williams                 | Anastasija Sevastova Madison Keys | Karolína Plíšková Anastasija Sevastova Carla Suárez Navarro Lesja Curenko |
| 27 agosto 3 settembre | US Open 2018 New York, Stati Uniti Grand Slam 25 282 920 $ - Cemento 128S/128Q/64D/32X Singolare - Doppio - Doppio misto | Ashleigh Barty Coco Vandeweghe 3-6, 7–6(2), 7–6(6)             | Tímea Babos Kristina Mladenovic | Anastasija Sevastova Madison Keys | Karolína Plíšková Anastasija Sevastova Carla Suárez Navarro Lesja Curenko |
| 27 agosto 3 settembre | US Open 2018 New York, Stati Uniti Grand Slam 25 282 920 $ - Cemento 128S/128Q/64D/32X Singolare - Doppio - Doppio misto | Bethanie Mattek-Sands Jamie Murray 2-6, 6-3, [11-9]            | Alicja Rosolska Nikola Mektić   | Anastasija Sevastova Madison Keys | Karolína Plíšková Anastasija Sevastova Carla Suárez Navarro Lesja Curenko |

### Settembre
| Settimana    | Torneo | Campionesse                                     | Finaliste                                  | Semifinaliste                 | Eliminate ai quarti                                                        |
| ------------ | --- | ----------------------------------------------- | ------------------------------------------ | ----------------------------- | -------------------------------------------------------------------------- |
| 11 settembre | Coupe Banque Nationale 2018 Québec, Canada WTA International 250 000 $ - Sintetico indoor - 32S/24Q/16D Singolare - Doppio    | Pauline Parmentier 7-5, 6-2                     | Jessica Pegula                             | Heather Watson Sofia Kenin    | Varvara Lepchenko Rebecca Marino Mónica Puig Petra Martić                  |
| 11 settembre | Coupe Banque Nationale 2018 Québec, Canada WTA International 250 000 $ - Sintetico indoor - 32S/24Q/16D Singolare - Doppio    | Asia Muhammad Maria Sanchez 6-4, 6-3            | Darija Jurak Xenia Knoll                   | Heather Watson Sofia Kenin    | Varvara Lepchenko Rebecca Marino Mónica Puig Petra Martić                  |
| 11 settembre | Hana-cupid Japan Women's Open 2018 Hiroshima, Giappone WTA International 250 000 $ - Cemento - 32S/32Q/16D Singolare - Doppio | Hsieh Su-wei 6-2, 6-2                           | Amanda Anisimova                           | Zhang Shuai Wang Qiang        | Zarina Dijas Anna Karolína Schmiedlová Magda Linette Ajla Tomljanović      |
| 11 settembre | Hana-cupid Japan Women's Open 2018 Hiroshima, Giappone WTA International 250 000 $ - Cemento - 32S/32Q/16D Singolare - Doppio | Eri Hozumi Zhang Shuai 6-2, 6-4                 | Miyu Katō Makoto Ninomiya                  | Zhang Shuai Wang Qiang        | Zarina Dijas Anna Karolína Schmiedlová Magda Linette Ajla Tomljanović      |
| 18 settembre | Toray Pan Pacific Open 2018 Tokyo, Giappone WTA Premier 799 000 $ - Cemento indoor - 28S/32Q/16D Singolare - Doppio           | Karolína Plíšková 6-4, 6-4                      | Naomi Ōsaka                                | Camila Giorgi Donna Vekić     | Viktoryja Azaranka Barbora Strýcová Alison Riske Caroline Garcia           |
| 18 settembre | Toray Pan Pacific Open 2018 Tokyo, Giappone WTA Premier 799 000 $ - Cemento indoor - 28S/32Q/16D Singolare - Doppio           | Miyu Katō Makoto Ninomiya 6-4, 6-4              | Andrea Sestini Hlaváčková Barbora Strýcová | Camila Giorgi Donna Vekić     | Viktoryja Azaranka Barbora Strýcová Alison Riske Caroline Garcia           |
| 18 settembre | Korea Open 2018 Seul, Corea del Sud WTA International 250 000 $ - Cemento - 32S/32Q/16D Singolare - Doppio                    | Kiki Bertens 7–6(2), 4-6, 6-2                   | Ajla Tomljanović                           | Hsieh Su-wei Maria Sakkarī    | Ekaterina Aleksandrova Mandy Minella Irina-Camelia Begu Evgenija Rodina    |
| 18 settembre | Korea Open 2018 Seul, Corea del Sud WTA International 250 000 $ - Cemento - 32S/32Q/16D Singolare - Doppio                    | Choi Ji-hee Han Na-lae 6-3, 6-2                 | Hsieh Shu-ying Hsieh Su-wei                | Hsieh Su-wei Maria Sakkarī    | Ekaterina Aleksandrova Mandy Minella Irina-Camelia Begu Evgenija Rodina    |
| 18 settembre | Guangzhou International Women's Open 2018 Canton, Cina WTA International 250 000 $ - Cemento - 32S/24Q/16D Singolare - Doppio | Wang Qiang 6-1, 6-2                             | Julija Putinceva                           | Bernarda Pera Andrea Petković | Kateryna Kozlova Aleksandra Krunić Fiona Ferro Vera Lapko                  |
| 18 settembre | Guangzhou International Women's Open 2018 Canton, Cina WTA International 250 000 $ - Cemento - 32S/24Q/16D Singolare - Doppio | Monique Adamczak Jessica Moore 4–6, 7–5, [10–4] | Danka Kovinić Vera Lapko                   | Bernarda Pera Andrea Petković | Kateryna Kozlova Aleksandra Krunić Fiona Ferro Vera Lapko                  |
| 25 settembre | Dongfeng Motor Wuhan Open 2018 Wuhan, Cina WTA Premier 5 2 746 000 $ - Cemento - 56S/32Q/16D Singolare - Doppio               | Aryna Sabalenka 6-3, 6-3                        | Anett Kontaveit                            | Ashleigh Barty Wang Qiang     | Dominika Cibulková Anastasija Pavljučenkova Kateřina Siniaková Mónica Puig |
| 25 settembre | Dongfeng Motor Wuhan Open 2018 Wuhan, Cina WTA Premier 5 2 746 000 $ - Cemento - 56S/32Q/16D Singolare - Doppio               | Elise Mertens Demi Schuurs 6-3, 6-3             | Barbora Strýcová Andrea Sestini Hlaváčková | Ashleigh Barty Wang Qiang     | Dominika Cibulková Anastasija Pavljučenkova Kateřina Siniaková Mónica Puig |
| 25 settembre | Tashkent Open 2018 Tashkent, Uzbekistan WTA International 250 000 $ - Cemento - 32S/16Q/16D Singolare - Doppio                | Margarita Gasparjan 6-2, 6-1                    | Anastasija Potapova                        | Kateryna Kozlova Mona Barthel | Anna Karolína Schmiedlová Dalila Jakupovič Fanny Stollár Vera Lapko        |
| 25 settembre | Tashkent Open 2018 Tashkent, Uzbekistan WTA International 250 000 $ - Cemento - 32S/16Q/16D Singolare - Doppio                | Olga Danilović Tamara Zidanšek 7-5, 6-3         | Irina-Camelia Begu Raluca Olaru            | Kateryna Kozlova Mona Barthel | Anna Karolína Schmiedlová Dalila Jakupovič Fanny Stollár Vera Lapko        |

### Ottobre
| Settimana  | Torneo | Campionesse                                                 | Finaliste                             | Semifinaliste                       | Eliminate ai quarti |
| ---------- | --- | ----------------------------------------------------------- | ------------------------------------- | ----------------------------------- | --- |
| 1º ottobre | China Open 2018 Pechino, Cina WTA Premier Mandatory $8 285 274 - Cemento - 61S/32Q/28D Singolare - Doppio                      | Caroline Wozniacki 6-3, 6-3                                 | Anastasija Sevastova                  | Naomi Ōsaka Wang Qiang              | Dominika Cibulková Zhang Shuai Aryna Sabalenka Kateřina Siniaková                                                                        |
| 1º ottobre | China Open 2018 Pechino, Cina WTA Premier Mandatory $8 285 274 - Cemento - 61S/32Q/28D Singolare - Doppio                      | Andrea Sestini Hlaváčková Barbora Strýcová 4-6, 6-4, [10-8] | Gabriela Dabrowski Xu Yifan           | Naomi Ōsaka Wang Qiang              | Dominika Cibulková Zhang Shuai Aryna Sabalenka Kateřina Siniaková                                                                        |
| 8 ottobre  | Tianjin Open 2018 Tientsin, Cina WTA International $750 000 - Cemento - 32S/24Q/16D Singolare - Doppio                         | Caroline Garcia 7–6(7), 6-3                                 | Karolína Plíšková                     | Timea Bacsinszky Hsieh Su-wei       | Katie Boulter Aryna Sabalenka Elise Mertens Petra Martić                                                                                 |
| 8 ottobre  | Tianjin Open 2018 Tientsin, Cina WTA International $750 000 - Cemento - 32S/24Q/16D Singolare - Doppio                         | Nicole Melichar Květa Peschke 6-4, 6-2                      | Monique Adamczak Jessica Moore        | Timea Bacsinszky Hsieh Su-wei       | Katie Boulter Aryna Sabalenka Elise Mertens Petra Martić                                                                                 |
| 8 ottobre  | Hong Kong Open 2018 Hong Kong, Cina WTA International $500 000 - Cemento - 32S/24Q/16D Singolare - Doppio                      | Dajana Jastrems'ka 6-2, 6-1                                 | Wang Qiang                            | Garbiñe Muguruza Zhang Shuai        | Elina Svitolina Luksika Kumkhum Kristína Kučová Daria Gavrilova                                                                          |
| 8 ottobre  | Hong Kong Open 2018 Hong Kong, Cina WTA International $500 000 - Cemento - 32S/24Q/16D Singolare - Doppio                      | Samantha Stosur Zhang Shuai 6-4, 6-4                        | Shūko Aoyama Lidzija Marozava         | Garbiñe Muguruza Zhang Shuai        | Elina Svitolina Luksika Kumkhum Kristína Kučová Daria Gavrilova                                                                          |
| 8 ottobre  | Upper Austria Ladies Linz 2018 Linz, Austria WTA International $250 000 - Cemento indoor - 32S/32Q/16D Singolare - Doppio      | Camila Giorgi 6-3, 6-1                                      | Ekaterina Aleksandrova                | Andrea Petković Alison Van Uytvanck | Kristina Mladenovic Anastasija Pavljučenkova Barbora Strýcová Margarita Gasparjan                                                        |
| 8 ottobre  | Upper Austria Ladies Linz 2018 Linz, Austria WTA International $250 000 - Cemento indoor - 32S/32Q/16D Singolare - Doppio      | Kirsten Flipkens Johanna Larsson 4-6, 6-4, [10-5]           | Raquel Atawo Anna-Lena Grönefeld      | Andrea Petković Alison Van Uytvanck | Kristina Mladenovic Anastasija Pavljučenkova Barbora Strýcová Margarita Gasparjan                                                        |
| 15 ottobre | Kremlin Cup 2018 Mosca, Russia WTA Premier $932 866 - Cemento indoor - 28S/32Q/16D Singolare - Doppio                          | Dar'ja Kasatkina 2-6, 7–6(3), 6-4                           | Ons Jabeur                            | Johanna Konta Anastasija Sevastova  | Anastasija Pavljučenkova Aljaksandra Sasnovič Anett Kontaveit Vera Zvonarëva                                                             |
| 15 ottobre | Kremlin Cup 2018 Mosca, Russia WTA Premier $932 866 - Cemento indoor - 28S/32Q/16D Singolare - Doppio                          | Aleksandra Panova Laura Siegemund 6-2, 7–6(2)               | Darija Jurak Raluca Olaru             | Johanna Konta Anastasija Sevastova  | Anastasija Pavljučenkova Aljaksandra Sasnovič Anett Kontaveit Vera Zvonarëva                                                             |
| 15 ottobre | BGL Luxembourg Open 2018 Lussemburgo, Lussemburgo WTA International $250 000 - Cemento indoor - 32S/32Q/16D Singolare - Doppio | Julia Görges 6-4, 7-5                                       | Belinda Bencic                        | Eugenie Bouchard Dajana Jastrems'ka | Donna Vekić Andrea Petković Vera Lapko Margarita Gasparjan                                                                               |
| 15 ottobre | BGL Luxembourg Open 2018 Lussemburgo, Lussemburgo WTA International $250 000 - Cemento indoor - 32S/32Q/16D Singolare - Doppio | Greet Minnen Alison Van Uytvanck 7–6(3), 6-2                | Vera Lapko Mandy Minella              | Eugenie Bouchard Dajana Jastrems'ka | Donna Vekić Andrea Petković Vera Lapko Margarita Gasparjan                                                                               |
| 22 ottobre | WTA Finals 2018 Singapore Torneo di fine anno $7 000 000 - Cemento indoor - 8S (RR)/8D Singolare - Doppio                      | Elina Svitolina 3-6, 6-2, 6-2                               | Sloane Stephens                       | Karolína Plíšková Kiki Bertens      | Round Robin Gruppo Rosso Angelique Kerber Naomi Ōsaka Gruppo Bianco Caroline Wozniacki Petra Kvitová                                     |
| 22 ottobre | WTA Finals 2018 Singapore Torneo di fine anno $7 000 000 - Cemento indoor - 8S (RR)/8D Singolare - Doppio                      | Tímea Babos Kristina Mladenovic 6-4, 7-5                    | Barbora Krejčíková Kateřina Siniaková | Karolína Plíšková Kiki Bertens      | Round Robin Gruppo Rosso Angelique Kerber Naomi Ōsaka Gruppo Bianco Caroline Wozniacki Petra Kvitová                                     |
| 29 ottobre | WTA Elite Trophy 2018 Zhuhai, Cina Torneo di fine anno $2 349 363 - Cemento indoor - 12S (RR)/6D (RR) Singolare - Doppio       | Ashleigh Barty 6-3, 6-4                                     | Wang Qiang                            | Julia Görges Garbiñe Muguruza       | Round Robin Madison Keys Dar'ja Kasatkina Anastasija Sevastova Zhang Shuai Aryna Sabalenka Caroline Garcia Elise Mertens Anett Kontaveit |
| 29 ottobre | WTA Elite Trophy 2018 Zhuhai, Cina Torneo di fine anno $2 349 363 - Cemento indoor - 12S (RR)/6D (RR) Singolare - Doppio       | Ljudmyla Kičenok Nadežda Kičenok 6-4, 3-6, [10-7]           | Shūko Aoyama Lidzija Marozava         | Julia Görges Garbiñe Muguruza       | Round Robin Madison Keys Dar'ja Kasatkina Anastasija Sevastova Zhang Shuai Aryna Sabalenka Caroline Garcia Elise Mertens Anett Kontaveit |

### Novembre
| Settimana   | Torneo                                                        | Campionesse   | Finaliste   | Semifinaliste | Eliminate ai quarti |
| ----------- | ------------------------------------------------------------- | ------------- | ----------- | ------------- | ------------------- |
| 11 novembre | Fed Cup 2018 - Finale Praga, Repubblica Ceca - Cemento indoor | Rep. Ceca 3-0 | Stati Uniti |               |                     |

## Distribuzione punti
| Descrizione                | W            | F            | SF   | QF                                                                        | R16                                                                       | R32                                                                       | R64                                                                       | R128                                                                      | QLFR                                                                      | Q3                                                                        | Q2 | Q1 |
| -------------------------- | ------------ | ------------ | ---- | ------------------------------------------------------------------------- | ------------------------------------------------------------------------- | ------------------------------------------------------------------------- | ------------------------------------------------------------------------- | ------------------------------------------------------------------------- | ------------------------------------------------------------------------- | ------------------------------------------------------------------------- | -- | -- |
| Grand Slam (S)             | 2000         | 1300         | 780  | 430                                                                       | 240                                                                       | 130                                                                       | 70                                                                        | 10                                                                        | 40                                                                        | 30                                                                        | 20 | 2  |
| Grand Slam (D)             | 2000         | 1300         | 780  | 430                                                                       | 240                                                                       | 130                                                                       | 10                                                                        | -                                                                         | 40                                                                        | -                                                                         | -  | -  |
| WTA Finals (S)             | 1500* (+420) | 1080* (+330) | 750* | (250 per ogni match del girone vinto 125 per ogni match del girone perso) | (250 per ogni match del girone vinto 125 per ogni match del girone perso) | (250 per ogni match del girone vinto 125 per ogni match del girone perso) | (250 per ogni match del girone vinto 125 per ogni match del girone perso) | (250 per ogni match del girone vinto 125 per ogni match del girone perso) | (250 per ogni match del girone vinto 125 per ogni match del girone perso) | (250 per ogni match del girone vinto 125 per ogni match del girone perso) | -  | -  |
| WTA Finals (D)             | 1500         | 1080         | 750  | 375                                                                       | -                                                                         | -                                                                         | -                                                                         | -                                                                         | -                                                                         | -                                                                         | -  | -  |
| Premier Mandatory (96S)    | 1000         | 650          | 390  | 215                                                                       | 120                                                                       | 65                                                                        | 35                                                                        | 10                                                                        | 30                                                                        | -                                                                         | 20 | 2  |
| Premier Mandatory (64S)    | 1000         | 650          | 390  | 215                                                                       | 120                                                                       | 65                                                                        | 10                                                                        | -                                                                         | 30                                                                        | -                                                                         | 20 | 2  |
| Premier Mandatory (28/32D) | 1000         | 650          | 390  | 215                                                                       | 120                                                                       | 10                                                                        | -                                                                         | -                                                                         | -                                                                         | -                                                                         | -  | -  |
| Premier 5 (56S)            | 900          | 585          | 350  | 190                                                                       | 105                                                                       | 60                                                                        | 1                                                                         | -                                                                         | 30                                                                        | 22                                                                        | 15 | 1  |
| Premier 5 (28D)            | 900          | 585          | 350  | 190                                                                       | 105                                                                       | 1                                                                         | -                                                                         | -                                                                         | -                                                                         | -                                                                         | -  | -  |
| WTA Elite Trophy           | 700*         | 440*         | 240* | (120 per ogni match del girone vinto 40 per ogni match del girone perso)  | (120 per ogni match del girone vinto 40 per ogni match del girone perso)  | (120 per ogni match del girone vinto 40 per ogni match del girone perso)  | (120 per ogni match del girone vinto 40 per ogni match del girone perso)  | (120 per ogni match del girone vinto 40 per ogni match del girone perso)  | (120 per ogni match del girone vinto 40 per ogni match del girone perso)  | (120 per ogni match del girone vinto 40 per ogni match del girone perso)  | -  | -  |
| Premier (56S)              | 470          | 305          | 185  | 100                                                                       | 55                                                                        | 30                                                                        | 1                                                                         | -                                                                         | 25                                                                        | -                                                                         | 13 | 1  |
| Premier (32S)              | 470          | 305          | 185  | 100                                                                       | 55                                                                        | 1                                                                         | -                                                                         | -                                                                         | 25                                                                        | 18                                                                        | 13 | 1  |
| Premier (16D)              | 470          | 305          | 185  | 100                                                                       | 1                                                                         | -                                                                         | -                                                                         | -                                                                         | -                                                                         | -                                                                         | -  | -  |
| International (32S-32Q)    | 280          | 180          | 110  | 60                                                                        | 30                                                                        | 1                                                                         | -                                                                         | -                                                                         | 18                                                                        | 14                                                                        | 10 | 1  |
| International (32S-24/16Q) | 280          | 180          | 110  | 60                                                                        | 30                                                                        | 1                                                                         | -                                                                         | -                                                                         | 18                                                                        | -                                                                         | 12 | 1  |
| International (16D)        | 280          | 180          | 110  | 60                                                                        | 1                                                                         | -                                                                         | -                                                                         | -                                                                         | -                                                                         | -                                                                         | -  | -  |

- Quota punti vinta con nessuna partita persa nel round robin.

## Ranking a fine anno
Nella tabella riportata sono presenti le prime dieci tenniste a fine stagione.

### Singolare
| #   | Giocatrice         | Punti | Rank. 2017 | /       |
| 1.  | Simona Halep       | 6.921 | 1          | Stabile |
| 2.  | Angelique Kerber   | 5.875 | 21         | 19      |
| 3.  | Caroline Wozniacki | 5.586 | 3          | Stabile |
| 4.  | Elina Svitolina    | 5.350 | 6          | 2       |
| 5.  | Naomi Ōsaka        | 5.115 | 68         | 63      |
| 6.  | Sloane Stephens    | 5.023 | 13         | 7       |
| 7.  | Petra Kvitová      | 4.630 | 29         | 22      |
| 8.  | Karolína Plíšková  | 4.465 | 4          | 4       |
| 9.  | Kiki Bertens       | 4.335 | 31         | 22      |
| 10. | Dar'ja Kasatkina   | 3.415 | 21         | 11      |

Nel corso della stagione due giocatrici hanno occupato la prima posizione:
- Halep = fine 2017 – 28 gennaio 2018
- Wozniacki = 29 gennaio – 25 febbraio
- Halep = 26 febbraio – fine anno

### Doppio
| #   | Giocatrice                | Punti | Rank. 2017 | /  |
| 1.  | Barbora Krejčíková        | 7.775 | 13         | 12 |
| 1.  | Kateřina Siniaková        | 7.775 | 54         | 53 |
| 3.  | Tímea Babos               | 7.765 | 7          | 4  |
| 3.  | Kristina Mladenovic       | 7.765 | 26         | 23 |
| 5.  | Barbora Strýcová          | 6.535 | 15         | 10 |
| 6.  | Ekaterina Makarova        | 6.205 | 3          | 3  |
| 7.  | Ashleigh Barty            | 6.101 | 11         | 4  |
| 8.  | Demi Schuurs              | 5.925 | 45         | 37 |
| 9.  | Andrea Sestini Hlaváčková | 5.840 | 5          | 4  |
| 10. | Gabriela Dabrowski        | 5.085 | 18         | 8  |

Nel corso della stagione sette giocatrici, di cui tre coppie, hanno occupato la prima posizione:
- Hingis /  Chan = fine 2017 – 11 febbraio 2018
- Chan = 12 febbraio – 18 febbraio
- Hingis /  Chan = 19 febbraio – 18 marzo
- Chan = 19 marzo – 10 giugno
- Makarova /  Vesnina = 11 giugno – 15 luglio
- Babos = 16 luglio – 12 agosto
- Chan = 13 agosto – 19 agosto
- Babos = 20 agosto – 21 ottobre
- Krejcikova /  Siniakova = 22 ottobre – fine anno